# Place de Clichy
Place de Clichy - stacja 2. i 13. linii metra  w Paryżu. Stacja znajduje się na pograniczu 8., 9., 17. i 18. dzielnicy Paryża.  Stacja na linii nr 2 została otwarta 26 października 1902 r., a stacja na linii 13 - 26 lutego 1911 r.